# موریس بنایون
موریس بنایون (انگلیسی: Maurice Benayoun؛ زادهٔ ۲۹ مارس ۱۹۵۷)  (معروف به موبن یا 莫奔) پژوهشگر، کیوریتور و هنرمند اهل فرانسه و ساکن هنگ کنگ است.
او در آثارش از رسانه های مختلف، از جمله ویدئو ، گرافیک کامپیوتری ، واقعیت مجازی فراگیر ، اینترنت، پرفورمانس ، EEG ، چاپ سه بعدی ، هنر رسانه شهری در مقیاس بزرگ، روباتیک، NFT ها و آثار هنری مبتنی بر بلاک چین ، اینستالیشن ها و نمایشگاه‌های تعاملی استفاده می کند.

## جوایز
- Prix Ars Electronica Visionary Visionary of Art Media (نامزدی)، 2014
- جایزه SACD، هنرهای تعاملی، پاریس، ژوئن 2009
- نیکای طلایی (جایزه اول)، بخش هنر تعاملی، جشنواره ARS ELECTRONICA، لینز، اتریش ، 1998
- جایزه خوزه آبل، بهترین فیلم انیمیشن اروپایی، Cinanima، جشنواره فیلم انیمیشن اسپینیو، پرتغال ، اکتبر 1994
- بهترین جلوه های ویژه الکترونیکی، جوایز بین المللی مانیتور، لس آنجلس، 1993
- بهترین طراحی رنگ ویدئویی، جایزه بین المللی مانیتور، لس آنجلس 1993
- جایزه اول Pixel INA، عنوان افتتاحیه دسته Imagina '93، مونت کارلو، فوریه 1993
- جایزه اول، جایزه بعد سوم، SCAM، پاریس، نوامبر 1991
- جایزه اول، بخش انیمیشن هنری، مسابقه Truevision ، SIGGRAPH ، لاس وگاس، 1991